# حاتم رضا جرار
د. حاتم رضا جرار طبيب، ورئيس بلدية جنين سابقاً، فاز في الانتخابات البلدية في مدينة جنين التي أجريت عام 2006 وفاز بنسبة عالية جدا من أصوات أهالي المدينة، إعتقلته القوات الإسرائيلية عام 2006 مع رئيس بلدية قلقيلية، وأفرجت عنه بعد ثلاث سنوات. استقال من منصبه في عام 2010, وعاد ليمارس عمله كطبيب عظام.

## السيرة الذاتية
ولد في بلدة برقين عام 1947 وحصل على الثانوية العامة عام 1965 ، وحصل على بكالوريوس طب وجراحة عام 1972 من جامعة الموصل في العراق، وحصل على البورد الفلسطيني في جراحة العظام، وقد شغل سكرتير اتحاد طلبة فلسطين في عامي 1967 و1968 في جامعة الموصل في العراق.
وفاز برئاسة اللجنة الفرعية لنقابة الأطباء في جنين 6 دورات عن الكتلة الإسلامية .
وفاز بنقيب الأطباء في الضفة الغربية من العام 1992-1995 ، وقد أحدث هذا الفوز يومها صدى إعلامياً .